# 鏡山沖野右エ門
鏡山 沖野右エ門（かがみやま おきのえもん）は、江戸時代の大相撲の第4代大関。番付上は「奥州」頭書だが、これは名のみの存在で、実際の出身地は不明である。
1758年(宝暦8年)春場所(3月)、1場所のみ西の看板大関を務めた。享保時代に紀州和歌山藩お抱えの「鏡山沖之右衛門」（出身地は陸奥国の中で、現在の宮城県登米市（旧宇井・登米郡中田町）に相当する場所）という強豪力士がおり、その名前をそのまま名乗った。

## 主な成績
- 通算成績：不明（勝敗記録現存せず）

| 1758年 | 西大関 引退 – | x |
| 各欄の数字は、「勝ち-負け-休場」を示す。 優勝 引退 休場 十両 幕下 三賞：敢=敢闘賞、殊=殊勲賞、技=技能賞 その他：★=金星 番付階級：幕内 - 十両 - 幕下 - 三段目 - 序二段 - 序ノ口 幕内序列：横綱 - 大関 - 関脇 - 小結 - 前頭（「#数字」は各位内の序列） |               |   |